# Dzorashen
Dzorashen (en arménien Ձորաշեն) est une communauté rurale du marz de Shirak en Arménie. En 2008, elle compte 237 habitants.